# گلته بورکا
گلته بورکا (انگلیسی: Gelete Burka؛ زادهٔ ۲۳ ژانویهٔ ۱۹۸۶) دونده دو استقامت و دونده دو نیمه‌استقامت زن اهل اتیوپی بود.